# Raquel Blandón
Haydee Raquel Blandón Sandoval (ngày 10 tháng 5 năm 1943 – ngày 21 tháng 9 năm 2024), là một luật sư, nhà hoạt động và lãnh đạo chính trị  là Đệ nhất phu nhân Guatemala  trong khoảng thời gian 14 tháng 1 năm 1986, đến ngày 14 tháng 1 năm 1991, làm vợ của Tổng thống Guatemala Marco Vinicio Cerezo Arévalo. Bà là một ứng cử viên cho Phó Tổng thống Guatemala trong cuộc bầu cử năm 2011 cho đảng Tự do Dân chủ được đổi mới, dẫn đầu bởi ông Manuel Baldizón.